# Belem, Jalisco
Belem är en ort i Mexiko.   Den ligger i kommunen San Miguel el Alto och delstaten Jalisco, i den centrala delen av landet, 400 km nordväst om huvudstaden Mexico City. Belem ligger 1 944 meter över havet och antalet invånare är 363.
Terrängen runt Belem är kuperad söderut, men norrut är den platt. Runt Belem är det ganska glesbefolkat, med 42 invånare per kvadratkilometer. Närmaste större samhälle är San Miguel el Alto, 10,5 km väster om Belem. I omgivningarna runt Belem växer huvudsakligen savannskog.